# ويليام ألانسون بريان
ويليام ألانسون بريان (بالإنجليزية: William Alanson Bryan)‏ هو عالم طيور أمريكي، ولد في 23 ديسمبر 1875 في آيوا في الولايات المتحدة، وتوفي في 18 يونيو 1942.